# Nova (nosná raketa)

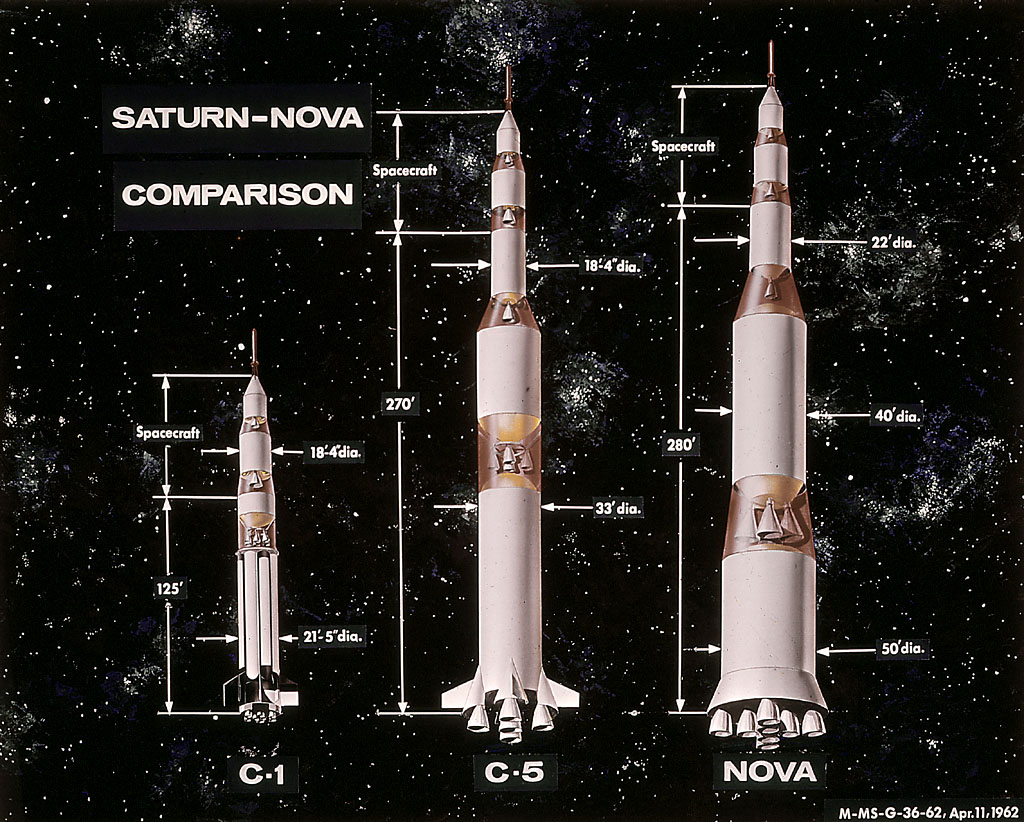
Diagram raket Saturn I, Saturn V a Nova 8L.

Nova byla série návrhů raket NASA. Nejprve se jednalo o velké nosiče pro mise podobné těm, které plnil skutečně vyráběný Saturn V. Později šlo o větší následníky Saturnu V, zamýšlené pro mise na Mars. Tyto dvě navrhované série se zásadně lišily, přestože sdílely stejné jméno. Označení „Nova“ se tedy nevztahuje k jedinému druhu raket, ale spíše k raketám většinou větším než Saturn V. I když poslední provedení Saturnu V bylo větší, než některé z raných návrhů Novy.
| Jméno           | Vzletová hmotnost (T) | Výška (m) | max Průměr (m) | Užitečné zatížení LEO (T) | Počet stupňů | Specifikace                            |
| --------------- | --------------------- | --------- | -------------- | ------------------------- | ------------ | -------------------------------------- |
| Nova NASA       | 3152                  | 66        | 14,6           | 132                       | 3            | žádná                                  |
| Nova 4L         | 3084                  | 78        | 15,5           | 68                        | 4            | žádná                                  |
| Nova 4S         | 7675                  | 120       | 11,6           | 197,3                     | 3            | Pevný první stupeň                     |
| Nova 5S         | 10076                 | 147       | 10,1           | 176                       | 4            |                                        |
| Nova 7S         | 7492                  | 123       | 11,6           | 197,3                     | 3            | Pevný první stupeň                     |
| Nova 8L         | 4752                  | 128       | 17,4           | 181                       | 3            | žádná                                  |
| Nova 8L Mod     | 6621                  | 115       | 10,1           | 150                       | 3            | žádná                                  |
| Nova 9L         | 5227                  | 144       | 15,2           | 176                       | 4            | žádná                                  |
| Nova A          | 1866                  | 78        | 9,8            | 68                        | 3            | žádná                                  |
| Nova B          | 2806                  | 84        | 12,2           | 112                       | 3            | žádná                                  |
| Nova C          | 1887                  | 106       | 9,8            | 68                        | 3            |                                        |
| Nova D          | 2839                  | 106       | 12,2           | 112                       | 3            |                                        |
| Nova GD-B       | 10473                 | 87        | 20,6           | 338                       | 2            | Motory prvního stupně znovu použitelné |
| Nova GD-E       | 19596                 | 72        | 8,3            | 458                       | 2            | První stupeň ze čtyř tuhých paliv      |
| Nova GD-F       | 12018                 | 101       | 18,3           | 454                       | 2            | Motory prvního stupně znovu použitelné |
| Nova GD-H       | 9365                  | 89        | 25,9           | 454                       | 2            | Motory prvního stupně znovu použitelné |
| Nova GD-J       | 10431                 | 90        | 42,4           | 454                       | 2            | Přistání do moře                       |
| Nova MM 1B      | 9187                  | 110       | 20             | 330                       | 2            | žádná                                  |
| Nova MM 1C      | 11516                 | 119       | 21             | 444                       | 2            | žádná                                  |
| Nova MM 14A     | 14789                 | 104       | 18,3           | 481                       | 2            | Pevný první stupeň                     |
| Nova MM 14B     | 11805                 | 124       | 18,3           | 373                       | 2            | Pevný první stupeň                     |
| Nova MM 24G     | 6619                  | 94        | 21,6           | 447                       | 2            | žádná                                  |
| Nova MM 33      | 11055                 | 91        | 24,4           | 472                       | 1            | SSTO                                   |
| Nova MM 34      | 10990                 | 102       | 24,4           | 531                       | 2            | žádná                                  |
| Nova MM R10E-2  | 9189                  | 59        | 21,3           | 596                       | 1            | Náporový motor                         |
| Nova MM R10R-2  | 9154                  | 59        | 21,3           | 423                       | 1            | Náporový motor                         |
| Nova MM S10E-1  | 11022                 | 79        | 24,4           | 588                       | 1            |                                        |
| Nova MM S10E-2  | 10999                 | 66        | 21,3           | 581                       | 1            |                                        |
| Nova MM S10R-1  | 10966                 | 83        | 24,4           | 414                       | 1            |                                        |
| Nova MM S10R-2  | 10959                 | 68        | 21,3           | 381                       | 1            |                                        |
| Nova MM T10EE-1 | 6623                  | 97        | 21,3           | 462                       | 2            |                                        |
| Nova MM T10RE-1 | 6616                  | 97        | 21,3           | 427                       | 2            | Použitelný první stupeň                |
| Nova MM T10RR-2 | 11704                 | 81        | 21,3           | 479                       | 2            | Použitelný první stupeň                |
| Nova MM T10RR-3 | 7248                  | 100       | 21,3           | 419                       | 2            | Použitelný první stupeň                |
| Nova DAC ISI    | 5325                  | 73        | 21,3           | 454,5                     | 2            | žádná                                  |
| Nova-1 DAC      | 7026                  | 64        | 21,3           | 454,5                     | 2            | žádná                                  |
| Nova-2 DAC      | 7121                  | 124       | 21,3           | 454,5                     | 2            | žádná                                  |
| Saturn V        | 3038                  | 110,6     | 10,1           | 118,000                   | 3            | Raketa k Měsíci                        |